# Eupithecia antarctica
Eupithecia antarctica är en fjärilsart som beskrevs av Otto Staudinger 1898. Eupithecia antarctica ingår i släktet Eupithecia och familjen mätare. Inga underarter finns listade i Catalogue of Life.